# (473024) 2015 HL61
(473024) 2015 HL61 es un asteroide perteneciente al cinturón de asteroides, descubierto el 29 de noviembre de 1992 por el equipo del Spacewatch desde el Observatorio Nacional de Kitt Peak, Arizona, Estados Unidos.

## Designación y nombre
Designado provisionalmente como 2015 HL61.

## Características orbitales
2015 HL61 está situado a una distancia media del Sol de 2,605 ua, pudiendo alejarse hasta 2,990 ua y acercarse hasta 2,219 ua. Su excentricidad es 0,148 y la inclinación orbital 9,270 grados. Emplea 1535 días en completar una órbita alrededor del Sol.

## Características físicas
La magnitud absoluta de 2015 HL61 es 16,8.